# Nganasanische Sprache
Die nganasanische Sprache ist eine der samojedischen Sprachen. Diese bilden gemeinsam mit den finno-ugrischen Sprachen die uralische Sprachfamilie.

## Sprache
Nganasanisch wird vom Volk der Nganasanen in der Mitte und im Südwesten der Taimyrhalbinsel in Russland gesprochen. Es gehört wie Nenzisch und Enzisch zur Gruppe der nordsamojedischen Sprachen.
Nach einer (umstrittenen) Zählung von 1989 sprachen 1.063 Menschen Nganasanisch als Muttersprache. Die Zahl der Nganasanen tendiert laut der letzten Bevölkerungszählung von 2002 zu weniger als 900. Davon nennen 83 % der Befragten Nganasanisch als ihre Muttersprache. Es steht zu befürchten, dass die Sprache in nicht ferner Zukunft aussterben wird.
Es existiert für das Nganasanische keine Schriftsprache. Nganasanisch gehört zu den wenigen lokalen Sprachen der Sowjetunion, die in den 1930er Jahren kein Alphabet erhielten. Anfang der 1990er Jahre gab es Versuche einer Transkription mit kyrillischen Buchstaben, die jedoch in der Praxis nicht verwendet wird. Das phonetische System umfasst acht Vokale, zwei sog. Diphthongoide (mit der Wertigkeit von Diphthongen: /ia/ und /ua/), wahrscheinlich keine Diphthonge (sondern Vokalsequenzen) und ca. zwanzig Konsonanten. Zentrale Elemente sind die Palatalisierung und der Stufenwechsel. Die Sprache weist sehr viele Ähnlichkeiten mit dem Selkupischen und Jukagirischen auf.

## Dialekte
Nganasanisch wird in zwei Dialekte unterteilt:
- Awamisch (russisch авамский говор)
- Wadeisch (russisch вадеевский говор)

## Phonologie
Das Vokalsystem der nganasanischen Sprache besteht aus acht Monophthongen (a, e, ǝ, i, ͐į, o, ü, u). Außerdem gibt es zwei Diphthongoiden (Bivokale) ia, ua (stehen Vokalen näher als Diphthonge) sowie zahlreiche Vokalsequenzen.
Die Vokale und Diphthongoiden variieren in Hinsicht ihrer Aussprache massiv.
z. B. ǝ bei nichtersten Silben zwischen [e], [o] und [a]: heŋkǝ [h´ŋke ~ h´eŋko ~ h´eŋka], „schwarz“
Auditiv erscheinen betonte Vokale gewöhnlich länger als nichtbetonte, in geschlossenen Silben länger als in offenen. Langvokale sowie Diphthonge werden als Vokalsequenzen betrachtet. Somit sind sie im Nganasanischen nur aufgrund der Natur ihrer Vokale zu unterscheiden. Langvokale beruhen im Nganasanischen auf gleichen (homogenen), Diphthonge auf unterschiedlichen (heterogenen) Vokalen.
Konsonanten sind labiale, dentale, palatale, velare oder glottale Explosive (stimmhaft/stimmlos), Affrikate (stimmlos), Frikative (Sibilanten-stimmlos/Spiranten-stimmhaft), Nasale, Laterale oder Vibranten.

## Morphologie

### Derivationelle Morphologie
Die Vokalharmonie des Nganasanischen verteilt sich morphologisch auf zwei Stammklassen: die U-Klasse und die I-Klasse. Jeder Stamm besitzt drei Varianten, die zur Beschreibung der Kombination mit Ableitungen und Suffixen genutzt werden können.
S1 = Nominativ Singular bzw. Infinitivstamm
S1‘ = Variante von S1 bei geschlossener Silbe
S2 = Genitiv/Akkusativ Singular bzw. Konnegativ bzw. Imperfekt 2. Person Singular der subjektiven Konjugation im Indikativ
S2‘= Variante von S2
S3 = Genitiv Plural bzw. perfektiver Aorist

### Nomen
Das Nganasanische ist eine agglutinierende Sprache, sodass Eigenschaften durch Suffixe markiert werden.
Am Nomen des Nganasanischen werden Kasus, Numerus und Besitz markiert. Jedes Nomen kann auch adjektivisch verwendet werden.
Nomen im Nganasanischen besitzen drei Numeri: Singular (Sg), Dual (Du) und Plural (Pl). Sie besitzen drei grammatische Kasus: Nominativ (Nom), Genitiv (Gen) und Akkusativ (Akk), sowie drei Lokalkasus: Dativ-Lativ (Dat-Lat), Lokativ-Instrumental (Lok-Ins) und Ablativ (Abl). Des Weiteren gibt es sekundäre Lokalkasus wie Prolativ (Prol), Komitativ und Allativ. Diese waren ursprünglich selbstständig, sind jetzt im Genitiv aber fest an die Nomen gebunden. Die zweisilbigen Lokalkasus der Nomina sind zusammengesetzte Suffixe. Sie werden aus einem Koaffix und einer Postposition gebildet.
Im Singular sind Nominativ und Genitiv unbezeichnet. Die Anwendung des Akkusativs ist im Singular fakultativ.
Der Dativ-Lativ und der Allativ werden häufig gleichwertig verwendet. Allerdings drückt der Dativ eher eine Zeitspanne aus, während der Allativ eine zeitliche Begrenzung ausdrückt.
Der Lokativ-Instrumental bezeichnet einen (Handlungs-)Ort, Werkzeuge bzw. Instrumente, Transportmittel, eine kürzere Gleichzeitigkeit, ein Zusammensein oder eine Begleitung.
Der Prolativ drückt die Bewegung „an etwas vorbei, entlang“ aus sowie die Bewegung „durch etwas hindurch“ oder einen temporalen Handlungsverlauf.
Die grammatischen Kasus besitzen Numerus- und Kasuskongruenz, während die Lokalkasus nur Numeruskongruenz zeigen. Im Dual steht das gesamte Nomensyntagma mit Ausnahme des Nominativs Singular im Genitiv. (Katzschmann 2008)
|           | Sg       | Pl               | Du   |
| --------- | -------- | ---------------- | ---- |
| Nominativ | Ø        | -"               | -KƏJ |
| Genitiv   | Ø ~ (-Ŋ) | -"               | -KI  |
| Akkusativ | Ø ~ (-M) | -J               | -KI  |
| Dativ     | -NTƏ     | -NTI-"           | -    |
| Lokativ   | -NTƏ-NU  | -NTI-NU          | -    |
| Ablativ   | -KƏ-TƏ   | -KI-TƏ, ~KI-TI-" | -    |
| Prolativ  | -MƏ-NU   | -"-MƏ-NU         | -    |

Ein Deklinationsbeispiel für die Deklination der U-Klasse ist das Wort kuhu („Fell“).
|      | SG       | PL                                 | DU            |
| NOM  | kuhu     | kubu‘‘                             | kuhugəj       |
| GEN  | kubu     | kuba‘‘                             | kuhugi        |
| AKK  | kubu(m)  | kubuj                              | kuhugi        |
| DAT  | kubutə   | kubuti‘‘                           | kuhugi na     |
| LOC  | kubutənu | kubutinü‘‘                         | kuhugi nanu   |
| ABL  | kuhugətə | kuhugitə / kuhugəti‘‘ / kuhugiti‘‘ | kuhugi natə   |
| PROL | kuhumənu | kuba‘‘mənu                         | kuhugi namənu |

Ein Deklinationsbeispiel für die Deklination der I-Klasse ist das Wort tohi („Stamm“).
|      | SG       | PL         |
| NOM  | tohi     | tobi‘‘     |
| GEN  | tobi     | tobi‘‘     |
| AKK  | tobi(m)  | tobij      |
| DAT  | tobitə   | tobiti‘‘   |
| LOC  | tobitəni | tobitini   |
| ABL  | tohigətə | tohigitə   |
| PROL | tohiməni | tobi‘‘məni |

Wagner-Nagy nennt ein paar besondere Eigenschaften der Substantive im Nganasanischen, die in anderen Sprachen nicht vorkommen. Die Vergangenheit im Nganasanischen kann nicht nur an Verben, sondern auch an Nomina markiert werden. Die sogenannten präterialen Nomina werden durch das Suffix –D‘əə ausgedrückt, z. B. basa à basad’e („das gewesene Eisen“). Allerdings wird dieses Suffix nur selten benutzt.
Um ein Nomen als Attribut oder Prädikat zu benutzen, wird das Karitivsuffix –KAJ, -KAL’I benutzt. Es wird oft mit dem Partizip Imperfekt des Verbs iśa verwendet (ičüe). Es bindet sich an den Nominativstamm des Substantives, z. B.  nig’aj ičüe („ledig“).
Damit Nomina, die abstrakte Inhalte bezeichnen, wiedergegeben werden können, benötigt das Nganasanische das Suffix –TU‘‘. Es bindet sich an die Stämme der abstrakten Substantive und ist ein formatives Suffix. Das bedeutet, dass die Stämme, an die es sich bindet, nicht alleine stehen können. Ein Beispiel dafür ist d’üraδi („Tiefe“).
Um den zukünftigen Besitz auszudrücken, gibt es im Nganasanischen das Suffix -Tə + Px. Das Possessivsuffix markiert die Person, für die der zukünftige Besitz bestimmt ist, z. B. taaδəmə („Rentier für mich“). (Wagner-Nagy 2002)

#### Possessivsuffixe
Um die Possessivität zu bezeichnen, besitzt das Nganasanische Suffixe, die denen der drei Personen in den drei Numeri (Sg, Pl, Du) entsprechen. Die Verwendung von Personalpronomen ist fakultativ und dient nur der Verstärkung. Die Possessivsuffixe stehen nach den Numerus- und Kasuszeichen, also wortfinal. Nur der Allativ, der auf eine Postposition zurück geht, bildet eine Ausnahme. (Katzschmann 2008)
Morphoneme der Possessivsuffixe
Px1 = Possessivsuffixe beim NomSg
Px2 = Possessivsuffixe beim GenSg, allen Lokalkasus und Adverbien
Px3 = Possessivsuffixe beim AkkSg
Px4 = Possessivsuffixe beim GenPl
Px4‘ = Possessivsuffixe beim AkkDu/Pl
| Possessivsuffixe (Px) | NomSg Px1 | AkkSg Px3 | Nom/Akk Du/Pl Px4‘ | Gen Du/Pl Px4 | Übrige/Adverbien Px2 |
| 1Sg                   | ϺӘ        | MӘ        | J-NӘ               | ‘‘-NӘ         | NӘ                   |
| 2Sg                   | RӘ        | M-TӘ      | J-TӘ               | ‘‘-TӘ         | NTӘ                  |
| 3Sg                   | TU        | M-TU      | J-TU               | ‘‘-TU         | NTU                  |
| 1Du                   | MIN       | MIN       | J-NIN              | ‘‘-NIN        | NIN                  |
| 2Du                   | RIN       | M-TIN     | J-TIN              | ‘‘-TIN        | NTIN                 |
| 3Du                   | TIN       | M-TIN     | J-TIN              | ‘‘-TIN        | NTIN                 |
| 1Pl                   | MU‘‘      | MU‘‘      | J-NU‘‘             | ‘‘-NU‘‘       | NU‘‘                 |
| 2Pl                   | RU‘‘      | M-TU‘‘    | J-TU‘‘             | ‘‘-TU‘‘       | NTU‘‘                |
| 3Pl                   | TUŋ       | J-TUŋ     | J-TUŋ              | ‘‘-TUŋ        | NTUŋ                 |

Possessivsuffixe der Kasus im Singular
| Px  | Nom                                               | Akk                       | Gen u.a                                                                    |
| 1Sg | mə                                                | mə                        | nə                                                                         |
| 2Sg | rə, lə, l‘ə                                       | mtə                       | (n)tə                                                                      |
| 3Sg | tu, δu, ti, δi tü, δü,, ti, di t’ü, t‘i           | mtu, mti mtü, mti         | (n)tu, (n)ti (n)tü, (n)ti t’ü, t‘i                                         |
| 1Du | mi                                                | mi                        | ni                                                                         |
| 2Du | ri, l‘i                                           | mti                       | (n)ti, ndi, t’i                                                            |
| 3Du | ti, δi                                            | mti                       | (n)ti, ndi, t’i                                                            |
| 1Pl | mu‘‘, mi‘‘ mü‘‘, mi‘‘                             | mu‘‘, mi‘‘ mü‘‘, mi‘‘     | nu‘‘, ni‘‘ nü‘‘, ni‘‘                                                      |
| 2Pl | ru‘‘, lu‘‘, ri‘‘, li‘‘ rü‘‘, l’ü, ri‘‘, l’i‘‘     | mtu‘‘, mti‘‘ mtü‘‘, mti‘‘ | (n)tu‘‘, ndu‘‘, (n)ti‘‘, ndi‘‘ (n)tü‘‘, ndü‘‘, (n)ti‘‘, ndi‘‘ t’ü‘‘, t’i‘‘ |
| 3Pl | tuŋ, δuŋ, tiŋ, δiŋ tüŋ, δüŋ, tiŋ, δiŋ, t’üŋ, t‘iŋ | mtuŋ, mtiŋ mtüŋ, mtiŋ     | (n)tuŋ, nduŋ, (n)tiŋ, ndiŋ (n)tüŋ, ndüŋ, (n)tiŋ, ndiŋ t’üŋ, t’iŋ           |

Possessivsuffixe der Kasus im Dual
| Px  | Nom=Akk (Px4‘) S1+ kailgai+ j+ Px | Nom=Akk (Px4‘) S1+ kailgai+ j+ Px | Gen(Px4) S1+ kai/gai +‘‘ +Px | Gen(Px4) S1+ kai/gai +‘‘ +Px | andere Cx                                               |
| 1Sg | kəjnə                             | gəjnə                             | kəinə                        | gəinə                        | Gen + Postposition LAT na LOC nanu ABL natə PROL namənu |
| 2Sg | kəjt‘ə                            | gəjt‘ə                            | kəitə                        | gəitə                        | Gen + Postposition LAT na LOC nanu ABL natə PROL namənu |
| 3Sg | kəjt’ü, kəjt‘i                    | gəjt’ü, gəjt‘i                    | kəitü, kəiti                 | gəitü, gəiti                 | Gen + Postposition LAT na LOC nanu ABL natə PROL namənu |
| 1Du | kəjni                             | gəjni                             | kəini                        | gəini                        | Gen + Postposition LAT na LOC nanu ABL natə PROL namənu |
| 2Du | kəjt‘i                            | gəjt’i                            | kəiti                        | gəiti                        | Gen + Postposition LAT na LOC nanu ABL natə PROL namənu |
| 3Du | kəjt‘i                            | gəjt’i                            | kəiti                        | gəiti                        | Gen + Postposition LAT na LOC nanu ABL natə PROL namənu |
| 1Pl | kəjnü‘‘, kəjni‘‘                  | gəjnü‘‘, gəjni‘‘                  | kəinü‘‘, kəini‘‘             | gəinü‘‘, gəini‘‘             | Gen + Postposition LAT na LOC nanu ABL natə PROL namənu |
| 2Pl | kəjt’ü, kəjt‘‘i                   | gəjt’ü‘‘, gəjt’i‘‘                | kəitü‘‘, kəiti‘‘             | gəitü‘‘, gəiti‘‘             | Gen + Postposition LAT na LOC nanu ABL natə PROL namənu |
| 3Pl | kəjt’üŋ, kəjt‘iŋ                  | gəjt’üŋ, gəjt‘iŋ                  | kəitüŋ, kəitiŋ               | gəitüŋ, gəitiŋ               | Gen + Postposition LAT na LOC nanu ABL natə PROL namənu |

Possessivsuffixe der Kasus im Plural
| Px  | Nom=Akk (Px4‘) S3+ j+ Px | Gen(Px4) S3+ ‘‘ +Px   | andere Cx (Px2) S2                                            |
| 1Sg | nə                       | nə                    | nə                                                            |
| 2Sg | t‘ə, t‘ə                 | tə                    | (n)tə                                                         |
| 3Sg | t’ü, t‘i                 | tu, ti tü, ti         | (n)tu, (n)ti (n)tü, (n)ti                                     |
| 1Du | ni                       | ni                    | ni                                                            |
| 2Du | t‘i                      | ti                    | (n)ti, ndi                                                    |
| 3Du | t‘i                      | ti                    | (n)ti, ndi                                                    |
| 1Pl | nü‘‘, ni‘‘               | nu‘‘, ni‘‘ nü‘‘, ni‘‘ | nu‘‘, ni‘‘ nü‘‘, ni‘‘                                         |
| 2Pl | t’ü‘‘, t’i‘‘             | tu‘‘, ni‘‘ nü‘‘, ni‘‘ | (n)tu‘‘, ndu‘‘, (n)ti‘‘, ndi‘‘ (n)tü‘‘, ndü‘‘, (n)ti‘‘, ndi‘‘ |
| 3Pl | t’üŋ, t‘iŋ               | tuŋ, tiŋ tüŋ, tiŋ     | (n)tuŋ, nduŋ, (n)tiŋ, ndiŋ (n)tüŋ, ndüŋ, (n)tiŋ, ndiŋ         |

#### Pronomen
Die Pronomen des Nganasanischen können ihre ursprünglichen Pronominalklassen wechseln und sogar als Adverbien gebraucht werden. Die Reflexiv- und Indefinitpronomen haben eine Sonderstellung, da ihnen eigene Stämme zugrunde liegen.

##### Personalpronomen
Die Personalpronomen werden im Nganasanischen auch als fakultative, verstärkende Possessivpronomen benutzt.
Die Personalpronomformen der grammatischen Kasus werden nicht flektiert und sind somit identisch. Die Personalpronomen der Lokalkasus werden mit der Postposition na gebildet.
Außer den Personalpronomen gibt es im Nganasanischen noch Demonstrativpronomen und Interrogativpronomen sowie Reflexiv- und Indefinitpronomen. (Katzschmann 2008)
|      | Nom, Gen, Akk | Lativ  | Lokativ  | Elativ     | Prolativ   | Personalpronomen und Klitika | Reflexivpronomen |
| 1Sg  | mənə          | nanə   | nanunə   | nagətənə   | namənunə   | mɨlʲianə                     | ŋonənə           |
| 2Sg2 | tənə          | nantə  | nanuntə  | nagətətə   | namənuntə  | tɨlʲiatə                     | ŋonəntə          |
| 3Sg  | sɨtɨ          | nantu  | nanuntu  | nagətətu   | namənuntu  | sɨlʲiatɨ                     | ŋonəntu          |
| 1Du  | mi            | nani   | nanuni   | nagətəni   | namənuni   | mɨlʲiani                     | ŋonəni           |
| 2Du  | ti            | nandi  | nanunti  | nagətəndi  | namənundi  | tɨlʲiati                     | ŋonənti          |
| 3Du  | sɨti          | nandi  | nanunti  | nagətəndi  | namənundi  | sɨlʲiati                     | ŋonənti          |
| 1Pl  | mɨŋ           | nanuʔ  | nanunuʔ  | nagətənuʔ  | namənunuʔ  | mɨlʲianɨʔ                    | ŋonənuʔ          |
| 2Pl  | tɨŋ           | nanduʔ | nanuntuʔ | nagətənduʔ | namənunduʔ | tɨlʲiatiʔ                    | ŋonəntuʔ         |
| 3Pl  | sɨtɨŋ         | nanduŋ | nanuntuŋ | nagətənduŋ | namənunduŋ | sɨlʲiatɨŋ                    | ŋonəntuŋ         |

### Diminutivsuffixe
Es gibt geteilte Meinungen darüber, wie viele Diminutivsuffixe es in der Sprache gibt. Tereschenko nimmt an, dass es nur das Suffix –ku-gibt, das verschiedene Varianten aufweisen kann. Helimski hingegen nennt drei Diminutivsuffixe: –A-‘‘KU0, –KÜ0 und –AŋKU. Wagner-Nagy zufolge gibt es 4 verschiedene Suffixe.
Das Suffix –KU0
Dieses Suffix kommt selten vor und hat die Allomorphe: -ku, -kü, -gu, -gü. Ein Beispiel dafür ist  ərəkərə à ərəkərəku (ein bisschen schön). Wie in dem Beispiel erkennbar, bindet das Suffix an den Nominativstamm.
Das Suffix –A-‘‘KU0
Das Suffix –A-‘‘KU0 ist ein häufig vorkommendes Suffix. Es bindet sich an den Genitivstamm und verdrängt laut Helimski den letzten Vokal des Stammes. Somit ist zu erklären, weshalb fast ausschließlich der Vokal a vor dem Stimmbandverschlusslaut steht. Ein Beispiel für dieses Suffix ist d‘ikarə à d’ikaraku (kleiner Berg).
Das Suffix – AŋKU
Dieses Suffix bindet sich wie auch das –A-‘‘KU0-Suffix an den Genitivstamm. Der Vokal u in diesem Suffix hat die Allomorphe u, ü, i und i. Allerdings muss der Endvokal dieses Suffixes nicht zwingend ein u sein. Ein Beispiel dafür ist bariśi à baruśaŋku („Teufelchen“).
Das Suffix –MACKU0
Dieses zusammengesetzte Suffix bindet sich oft an Eigennamen. Mithilfe dieses Suffixes kann man von Substantiven diminutive Eigennamen bilden. Ein Beispiel dafür ist d’iŋi („Bündel“) à D’iŋimia‘‘ku. (Wagner-Nagy 2002)

### Komposita
Durch die Eigenschaft des Nganasanischen als agglutinierende Sprache ist fast jedes Satzglied ein Kompositum. Bei den Nomen werden Numerus und Kasus sowie Deklination von den Suffixen ausgedrückt. Bei den Verben werden Tempus, Aspekt, Modus etc. (s. Verben) von den Suffixen ausgedrückt. Adjektive, Numerale und Pronomen werden genauso wie die Nomen flektiert.
Es werden nur Suffixe benutzt, Präfixe finden keine Verwendung. Im Allgemeinen haben die Suffixe eine klare Struktur, und es ist deutlich, welches Morphem welche grammatische Kategorie ausdrückt. Wenn jedoch ein Wort stark von phonetischen Prozessen beeinflusst wird und somit die innere Struktur verändert wird, kann es auch zu fusionierenden Eigenschaften des Wortes kommen. Das bedeutet, dass nicht mehr ein Morphem für genau eine Eigenschaft steht, sondern für mehrere Eigenschaften stehen kann. (Helimski 2010)

### Transpositionelle Morphologie
Im Nganasanischen gibt es einige Suffixe, die die Kategorie eines Wortes verändern, wenn sie sich an dieses binden. Im Folgenden wird nach Stammkategorie unterteilt.

#### Nominalstamm
Das Verb, das beschreibt wie jemand an irgendeinen Ort geht, den das Basiswort beschreibt, wird immer in der Form des Genitiv Plural des Basiswortes gebildet, z. B. muŋku („Wald“) à muŋku‘‘sa („in den Wald gehen“).
Das Suffix „nach etwas stinken/riechen“, ausgedrückt durch –j, bindet sich häufig an Tier- oder Pflanzennamen. Das Basiswort ist immer ein Wort, das etwas beschreibt, das einen Geruch hat, z. B. kintə („Rauch“) à kintəjsa („nach Rauch riechen“).
Die Suffixform –δu-/-δi- tritt im Nganasanischen mehrmals auf. Die Bedeutung und Funktion dieser Form ist schwer definierbar. Eine Bedeutung ist der Kaptativ etwas jagen/sammeln. Dieser kann sich nur an wenige substantivische Wurzeln binden. Ein Beispiel dafür ist ŋuta („Beere“) à ŋutaδusa („Beeren pflücken“).
Die Bedeutung etwas benutzen und somit eine Handlung durchzuführen, wird durch das Suffix –BTU des Instrumentativs ausgedrückt. Der Gegenstand, der durch das Nomen bezeichnet wird, wird von dem Agens während der Handlung als Instrument genutzt. Ein Beispiel ist sakir („Zucker“) à sakiruptud’a („zuckern“).
Mithilfe des Suffixes –IR werden Verben gebildet, die etwas verspeisen/trinken ausdrücken. Es kann sich ausschließlich mit Substantiven, die Speisen oder Getränke bezeichnen, verbinden. Es bindet sich immer an den GenSg-Stamm, z. B. obed („Mittagessen“) à obedəirsa („zu Mittag essen“).
Das Suffix –IR beschreibt auch die Bedeutung mit dem spielen, das das Grundwort besagt. Es kann sich nur an Substantive binden, die Spielgeräte bezeichnen, z. B. kartə („Karte“) à kartəirsa („Karte spielen“). (Wagner-Nagy 2002)

#### Nominal- oder Adjektivstamm
Viele Verben im Nganasanischen enthalten keine Suffixmorphe. Die Verbform entsteht dadurch, dass sich Personal- oder Infinitivsuffixe an die Stämme binden. Der Verbalstamm entspricht meist dem Genitivstamm des Nomens, seltener dem Nominativstamm. Diese Art Verben werden aus einem Adjektiv oder Substantiv gebildet. Diese Art Suffixe werden Zerosuffixe genannt.
Verben mit der Bedeutung etwas sein werden am häufigsten mit einem Adjektiv gebildet, können aber auch aus Substantiven gebildet werden. Dabei verbindet sich der Infinitivsuffix mit dem Genitivstamm des Nomens, z. B. ŋəδu („Ansicht“) à ŋəδusi („sichtbar sein“). Die so gebildeten Verben beschreiben meist eine statische Situation und verhalten sich somit wie imperfektive Verben. (Wagner-Nagy 2002)

#### Nominal- oder Adverbstamm
An Verben, die die Durchführung oder das Eintreten der Handlung beschreiben, die mit dem Begriff, den das Basiswort nennt, in Verbindung steht, bindet sich nach dem Zerosuffix ein iteratives oder frequentatives Suffix. Als Basiswort kann sowohl ein Substantiv- als auch ein Adverbstamm dienen. Denn diese Verben beschreiben meist eine durative Situation. Ein Beispiel dafür ist: d’ari („Krankheit“) à d’arid’a („kränkeln“).
Die zweite Bedeutung dieses Suffixes ist, dort zu sein, wo die Derivationsbasis ist, oder sich die Zeit dort zu vertreiben, wo die Derivationsbasis es besagt. In dieser Bedeutung bindet es sich nur an Adverbien des Ortes oder an Substantive, die eine Zeitbeziehung ausdrücken. Wenn ein Adverb das Basiswort ist, bezieht sich das Verb auf den Platz, den das Adverb nennt, z. B. ŋil‘ə („unten“) à ŋil‘əδusa („unterer sein“) oder təŋə („Sommer“) à təŋəδusa („den Sommer verbringen“). (Wagner-Nagy 2002)

#### Nominal- oder Verbstamm
Um auszudrücken, dass jemand etwas hat oder einen Gegenstand hat, der das Grundwort benennt und so etwas tut, benutzt man das Suffix –‘‘Tə. Es tritt an den GenPl-Stamm. –‘‘Tə kann nicht nur mit Substantiven verwendet werden, sondern auch an, von Numeralia abgeleitete, Verben, z. B. siti („zwei“) à siδi‘‘təsi („zwei Rentiere haben/fahren“). (Wagner-Nagy 2002)

#### Nominal-, Adjektiv- oder Numeralstamm
Die Bedeutung etwas machen, was die Derivationsbasis besagt wird durch das Suffix –MTU ausgedrückt. Als Derivationsbasis können dabei Substantive, Adjektive und Numeralien dienen. Als Beispiele seien hier bi („Wasser“) à bitumtisi („nass machen“) und homəgəə („scharf“) à homagimtid’i („etwas schärfen“) genannt. (Wagner-Nagy 2002)

## Syntax

### Wortstellung
Die Wortstellung im Nganasanischen ist nach Katzschmann SOV bzw. SVO. Jedoch ist die Wortstellung sehr variabel. Ein Merkmal des Nganasanischen ist es, dass neue Informationen typischerweise am Satzende hinzugefügt werden. Somit ist laut Wagner-Nagy jede Wortstellung möglich. Wenn nur die statistischen Daten genommen werden, lässt sich sagen, dass in ca. der Hälfte der Sätze in den Korpora das Verb an satzfinaler Stelle stand. Statistisch gesehen ist Nganasanisch somit eine OV-Sprache. Wagner-Nagy vergleicht die Wortstellung mit dem Ungarischen. Dort wird die Reihenfolge der Komponenten eines Satzes nicht aufgrund einer festgelegten Wortreihenfolge bestimmt, sondern wird durch pragmatische Faktoren klassifiziert. Das betonte Satzglied steht normalerweise vor dem Verb.
Auf Phrasenebene stehen die Attribute des Nomens meist vor diesem. Wenn die Attribute hinter dem Nomen stehen, bedeutet dies, dass ein besonderer Fokus auf die Attribute gelegt wird. Numerale und Adjektive stimmen in Kasus mit dem Bezugswort überein, Adjektive stimmen auch in Numerus mit dem Bezugswort überein. Die Kasusübereinstimmung ist jedoch nur in den drei grammatischen Kasus vollständig, bei den lokalen Kasus stehen die Attribute im Genitiv. Bei Possessivkonstruktionen muss der Besitzer im Genitiv vor dem Besitz stehen. Auch die postpositionalen Konstruktionen erfordern das Bezugswort im Genitiv. Es gibt keine Präpositionen. (Katzschmann 2008)

### Auxiliare
Das Verb iśa kann als Auxiliar, aber auch in seiner eigentlichen Bedeutung als Verb sein, existieren verwendet werden. In diesem Abschnitt wird sich nur auf die Bedeutung von iśa als Auxiliar bezogen. Aufgrund der beiden verschiedenen Bedeutungen von iśa erfordert dieses Verb zwei verschiedene Negationsformen, die die unterschiedlichen Bedeutungen klar trennen: ńisi („nicht sein“) bzw. ńintu(u) („es ist kein“) als Auxiliar und janku/jaŋgujsa als Existenzverb.
Weitere Auxiliare sind taneitjü („sein,existieren“ (impersonal)), taaeitjüm/taeitjüm („es gibt“), janku („fehlen“), mu‘‘am („werden“) und muendum („ich bin in der Eigenschaft als“).
Iśa wird vor allem in Adverbial- und Nominalsätzen gebraucht. Ein wesentliches Merkmal dieser Satzarten ist die Personalkongruenz zwischen fakultativem Personalpronomen bzw. Attribut.
Prädikativsätze werden mit der Negationsform ńintu(u) gebildet, Adverbialsätze mit der Form ńisi und dem Connegativ ŋuo. Bei allen übrigen Tempus- und Modusformen steht neben dem konjugierten Prädikatsnomen die entsprechende finite Form des Hilfsverbs iśa/ ńisi.
Appositionen und Adverbien werden durch die Form ńintu(u) negiert. (Katzschmann 2008)

### Komplemente
In einem Satz, dessen Kopf eine Verbalphrase ist, gibt es Argumente, die optional sind, und solche, die zwingend erforderlich sind. Die optionalen Argumente werden Adjunkte genannt, die zwingend notwendigen Komplemente. Der Kopf bestimmt den Typ und die Menge an Komplementen, die er braucht. In diesem Absatz werden die Komplemente des Nganasanischen näher dargestellt.
Die meisten Köpfe im Nganasanischen brauchen ein bis drei Komplemente. Es gibt keinen Kopf im Nganasanischen, der vier Komplemente oder mehr benötigt. Das Nganasanische ist eine pro-drop-Sprache, was bedeutet, dass das pronominale Subjekt, Objekt oder der Rezipient in einem Satz unter Umständen wegfallen kann. Aufgrund der Kongruenz des Verbs in Person und Numerus mit dem Subjekt ist dies möglich. Verben, die Wetterumstände beschreiben, werden immer in 3Sg flektiert, sodass dort kein Subjekt nötig ist. Es ist also vom Verb abhängig, ob ein Subjekt benötigt wird oder nicht. Das Verb bestimmt auch den Kasus seiner Komplemente.
Stative Verben wie stehen brauchen meist ein Komplement, das im Lokativ steht. Verben, die das Ende einer dynamischen Aktion beschreiben wie hinsetzen, benötigen ein Komplement, das im Lativ steht. (Beáta Wagner-Nagy 2019)

### Finite vs. nicht-finite Verbformen
Nicht-finite Verbformen sind Infinitive, Partizipien, Converbiale (s. Converbialkonstruktionen) und Supine. Sie kommen vor allem abhängig vom Kontext vor, d. h. zumeist in Nebensätzen. Nur Partizipien können teilweise konjugiert werden, deswegen sind die anderen nicht-finiten Verbformen nicht mit Modus- und Zeitformen verwendbar. Finite Verbformen kommen vor allem im Hauptsatz vor und können für jede Person und Numerus konjugiert werden. Auch sind sie potenziell mit allen Suffixen kombinierbar. (Wagner-Nagy 2019)
Im Naganasanischen gibt es zwei Infinitivformen.
Vor allem das unbestimmte Gerundium SA1 mit den Allomorphen –sa, -si, -śi, -śa –d’a, -d’i  wird als Infinitiv verwendet. Der Endlaut A1 erscheint abhängig von dem Auslaut des Stammes. Die Infinitivendung ist das letztmögliche Suffix, d. h., dass danach keine weiteren Suffixe mehr stehen können. Da im Nganasanischen in einem Satz nicht zwei finite Prädikate stehen können, wird das Verb des Nebensatzes durch den Infinitiv ersetzt. (Katzschmann 2008, Wagner-Nagy 2002)
Der Infinitiv kann als Adverbialergänzung erscheinen um das Ziel oder den Umstand einer Handlung auszudrücken. Ein Infinitiv kann aber auch einen Nebensatz ersetzen und steht in dieser Funktion vor dem Nomen, z. B. Hoursa binimə najbəgə. („Das Seil, mit dem ich Holz abholen gehe, ist lang.“)
In einem Satz kann der Infinitiv auch als Objekt stehen. Vor allem in Verbindung mit Modal-, Emotional- und Phasenverben steht der Infinitiv in der Funktion des Objektes. Ein Beispiel dafür ist Siti d’erutu hiritasi, ńiptəd’a, d’embia so
Die zweite Infinitivendung ist –KAJ-SA1. Infinitive mit dieser Endung drücken den momentanen Zustand nach Ende einer Handlung aus, z.B.  Tuugajśa d‘atənə ləŋürü. („Ankommend ruft er mich.“). (Wagner-Nagy 2002)

### Modalkonstruktionen
Im Nganasanischen gibt es keine Modalverben, die Funktion der Modalverben wird durch Modalsuffixe ausgedrückt. Verben, die Modalsuffixe tragen, drücken die subjektive Beziehung des Subjekts zur Handlung aus, z. B. die Äußerung eines Willens oder einer Absicht.
Das Intentionalsuffix -‘‘HAN drückt die Absicht oder Bereitschaft zur Handlung aus. Das Suffix bindet sich sowohl an den Negationsstamm als auch an den Aoriststamm. Der Vokal des Suffixes tritt abhängig von der Vokalharmonie netweder als ia oder als ‘‘a auf. Es ist ein produktives Suffix. (Wagner-Nagy 2001)

### Konditionalsätze

#### Konditionalsätze im Gerundium Aorist
Konditionalsätze werden im Nganasanischen mithilfe des irrealen Interrogativs Futur gebildet. Tereschenko beschreibt die Struktur als finites Verb, an das ihü‘‘ angehängt wird und das mit den Personal- und Possessivsuffixen kongruiert. Ein Beispiel dafür ist sili ihü‘‘tü „(Wer (könnte das) gewesen sein?“). (Tereschenko 1979) Katzschmann zufolge dient jedoch häufiger das konditionale Gerundium Aorist als Prädikat eines (meist konditionalen) Nebensatzes. Dadurch wird anstelle der Actio der Agens stärker betont, weshalb die Markierung der Identität nicht notwendig ist. Aus diesem Grund entfällt auch die Personalkongruenz. Um diese Sätze zu negieren, wird das Negationsverb ńisi an das Gerundiumsuffix angehängt. (Katzschmann 2008)

#### Konditionalsätze im Gerundium Präteritum
Das Suffix HÜ‘‘ə dient zum Ausdruck der Gleichzeitigkeit und ist das Gerundium des Präteritums. Allomorphe des Suffixes sind hü‘‘ə, hi‘‘ə, bü‘‘ə, bi‘‘ə. (Helimski 2010) Durch die Possessivsuffixe des Nominativs wird das Subjekt des Gerundiums Präteritum dargestellt, z. B. ŋəmursa śatibi ‘‘əmə, bəndi ŋonsid‘iəm („Als ich zu essen aufgehört hatte, ging ich nach draußen.“) Wenn eine Postposition in einem Satz gebraucht wird, wird das Nomen dieser untergeordnet. Vorzeitigkeit wird durch das Suffix HÜ‘‘ə-KəCTə (mit Ablativ) ausgedrückt. (Katzschmann 2008)

#### Konditionalsätze im Gerundium Futur
Das Suffix HÜ‘‘NÜ (Px2) mit den Allomorphen hü‘‘nü, hi‘‘ni, bü‘‘nü, bi‘‘ni verhält sich syntaktisch wie das Gerundium Präteritum. Häufig werden impersonale Konstruktionen genutzt. Ein Beispiel dafür ist təbtəria d’aŋuru ńiid’a suohü‘‘nü ńaagə („(Es wäre) gut, wenn wir gleich zur Tundra weiterziehen“). (Katzschmann 2008)

### Converbialkonstruktionen
Converbiale Formen sind nicht-finite Verbformen, die vor allem in Nebensätzen auftreten. Nur Partizipien können als Converbiale fungieren, da andere nicht-finite Formen nicht konjugiert werden können und somit mit Modus- und Tempussuffixen nicht verwendet werden können.
Im Nganasanischen existieren zwei Formen der temporalen-konditionalen Converben. Eine Form beschreibt die Konditionalität im Präsens, die andere in der Zukunft. Beide Formen werden mithilfe des S1-Stammes des Verbs gebildet. Des Weiteren gibt es noch eine periphrastische Form, die aus dem Präsens im Konditional des Verbs sein (ihü) und der Futur-oder Vergangenheitsform des lexikalischen Verbs gebildet wird, z. B. təi-s‘üə i-hüʔ („wenn es war/existierte“). (Beáta Wagner-Nagy 2019)
Die Bildung dieser Formen wird in der folgenden Tabelle dargestellt.
| Nominalisierer                |                   |                                |
| Präsens                       | -HÜʔ:             | -hüʔ, -hiʔ, -büʔ, -biʔ         |
| periphrastische Vergangenheit | verb-past + be-HÜ | verb-past ihüʔ                 |
| Zukunft                       | -HÜʔnÜ:           | -hüʔnü, -hiʔni, -büʔnü, -biʔni |
| periphrastische Zukunft       | verb-futur + ihüʔ | verb-futur ihüʔ                |

Diese Formen werden oft in konditionalen Nebensätzen verwendet. Sowohl in der zusammengesetzten Form als auch in der S1-Form der Converbiale wird das Suffix, das die Übereinstimmung mit dem Subjekt ausdrückt, an die Converbialform angehängt. Ein Beispiel dafür ist satərə maa i-ŋəə ŋəm-hü-tü. („Wenn wenigstens ein Fuchs gegessen werden könnte.“). (Beáta Wagner-Nagy 2019)

### Relativsätze
Das Nganasanische nutzt zur Bildung eines Relativsatzes keine Relativpronomen, da diese nicht existieren. Im Nganasanischen gibt es kein Element im Relativsatz, das mit dem Kopf koreferent ist. Stattdessen sind Partizipsätze die einzige Möglichkeit um Relativsätze auszudrücken. (Terescenko 1979) Die Verbindung des Subjekts oder Objekts mit dem Relativsatz wird durch die Zeitformen dargestellt. Denn Sätze mit dem Partizip Präsens drücken Gleichzeitigkeit aus, während Sätze mit dem Partizip Perfekt Vorvergangenheit ausdrücken. Somit beschreibt die Handlung, die im Nebensatz im Partizip Perfekt steht, eine Handlung, die vor der Handlung im Hauptsatz stattgefunden hat. Die Subjekte der beiden Sätze müssen nicht dasselbe sein. (Beáta Wagner-Nagy 2019)
Tuj-sjüəd‘əə ni ŋəm-ə-bta-ʔa-m. („Ich gab der Frau, die gerade eben erst ankam, etwas zu essen.“, wortwörtlich: „Ich fütterte die angekommene Frau.“)